# بزماهی خط‌ونقطه
بزماهی خط‌ونقطه (نام علمی: Parupeneus barberinus) نام یک گونه از تیره بزماهیان است.